# Amphipyra luciola
Amphipyra luciola là một loài bướm đêm trong họ Noctuidae.